# 하치노헤시
하치노헤시(일본어: 八戸市)는 일본 아오모리현 동남부에 있는 태평양과 접하는 시이며 중핵시로 지정되어 있다.

## 지리
아오모리현 동해안의 평지에 위치하고 태평양과 접한다.

### 인접한 자치체
- 아오모리현
  - 산노헤군 하시카미정, 고노헤정, 난부정
  - 가미키타군 오이라세정

- 이와테현
  - 가루마이정

## 역사
하치노헤 주변 지역은 선사 시대 이래로 에조(에미시)가 주로 거주하고 있었다. 수많은 조몬 시대 유적들이 하치노헤시에서 발견된다. 헤이안 시대에는 명목상 오슈 후지와라씨의 지배하에 있었고 가마쿠라 시대에 오슈 후지와라씨가 멸망하면서 미나모토노 요리토모에 의해 난부씨 영지의 일부가 되었다. 난부씨는 수많은 요새화된 정착촌과 말 사육장을 세웠다.
에도 시대 초창기에는 모리오카번의 일부였으나 1664년에 에도 막부가 난부씨의 지파를 위해 2만 석의 하치노헤번을 분리하였다. 마을은 하치노헤성을 중심으로 성시로 번영하였고 작은 상업 중심지이자 홋카이도 남동부로의 어업을 위한 항구 역할을 했다. 오늘날 항구는 여전히 수많은 어선과 국제 화물선들이 정박한다.
메이지 유신 이후 하치노헤번이 폐지되고 하치노헤현으로 대체되었으며 이후 아오모리현에 편입되었다. 초기에 새로 생겨난 아오모리현의 현청을 어느 곳에 둘 것인가를 놓고 하치노헤와 히로사키 간의 논쟁이 있었다. 그러나 옛 난부씨 영지(아오모리현 동부)와 옛 쓰가루씨 영지(아오모리현 서부)와의 강한 경쟁 의식 때문에 메이지 정부는 현청을 현 중앙에 위치한 아오모리로 불리는 새로운 마을에 두기로 결정하였다.
2011년 3월 11일 동일본 대지진에 따른 해일로 다른 지역은 큰 피해를 입었지만 이 지역의 피해는 상대적으로 적었다.
- 1889년 4월 1일 - 정촌제 시행에 의해 산노헤군 하치노헤정이 발족하였다.
- 1901년 7월 1일 - 산노헤군 조자촌을 합병하였다.
- 1929년 5월 1일 - 산노헤군 하치노헤정·고나카노정·미나토정·사메촌이 합병해 하치노헤시가 탄생하였다.
- 1942년 4월 1일 - 산노헤군 시모나가나와시로촌을 편입하였다.
- 1954년 12월 1일 - 산노헤군 고레카와촌을 편입하였다.
- 1955년 4월 1일 - 산노헤군 다테촌, 가미나가나와시로촌, 이치카와촌을 편입하였다.
- 1955년 10월 20일 - 산노헤군 도요사키촌을 편입하였다.
- 1958년 9월 10일 - 산노헤군 오다테촌을 편입하였다.
- 2005년 3월 31일 - 산노헤군 난고촌을 편입하였다.

## 경제
하치노헤는 아오모리현 동부에서 가장 큰 도시로 지역의 공업과 상업 중심지 역할을 한다. 어업이 여전히 지역 경제에서 중요한 역할을 하며 하치노헤항은 일본에서 가장 큰 어항 중 하나이다. 그러나 1964년에 새로운 공업도시로 지정된 이래로 하치노헤는 화학, 철강, 시멘트, 비료 등 다양한 범위에 걸친 대규모 해양 공업 벨트로 발전하였다. 주요 공업지대로는 하치노헤 하이테크 공업단지가 있다.

## 교통

### 철도
- 동일본 여객철도
  - 도호쿠 신칸센
  - 하치노헤선

- 아오이모리 철도
  - 아오이모리 철도선

- 하치노헤 임해 철도
  - 하치노헤 임해 철도선

### 도로
- 하치노헤 자동차도
- 국도 45호선
- 국도 104호선
- 국도 340호선
- 국도 454호선

### 항구
- 하치노헤항

## 인구
|                                                | |
| 하치노헤시의 전국의 연령별 인구 분포（2005년） | 하치노헤시의 연령·남녀별 인구 분포（2005년）                                                                              |
| ■자주색 ― 하치노헤시 ■녹색 ― 일본전국          | ■파랑색 ― 남자 ■빨간색 ― 여자                                                                                             |
| · 하치노헤시（에 해당되는 지역）의 인구추이    | |
| 일본 총무성 통계국 국세조사 결과               | |
|                                                | 이 그래프는 더 이상 지원되지 않는 레거시 그래프 확장 기능을 사용하고 있습니다. 새로운 차트 확장 기능으로 변환해야 합니다. |

## 기후
냉량한 해양성 기후로 시원한 여름과 폭설을 동반한 추운 겨울이 특징이다.
| 하치노헤시의 기후                                            | 하치노헤시의 기후 | 하치노헤시의 기후 | 하치노헤시의 기후 | 하치노헤시의 기후 | 하치노헤시의 기후 | 하치노헤시의 기후 | 하치노헤시의 기후 | 하치노헤시의 기후 | 하치노헤시의 기후 | 하치노헤시의 기후 | 하치노헤시의 기후 | 하치노헤시의 기후 | 하치노헤시의 기후 |
| 월                                                           | 1월               | 2월               | 3월               | 4월               | 5월               | 6월               | 7월               | 8월               | 9월               | 10월              | 11월              | 12월              | 연간              |
| ------------------------------------------------------------ | ----------------- | ----------------- | ----------------- | ----------------- | ----------------- | ----------------- | ----------------- | ----------------- | ----------------- | ----------------- | ----------------- | ----------------- | ----------------- |
| 역대 최고 기온 °C (°F)                                       | 15.0 (59.0)       | 19.0 (66.2)       | 23.5 (74.3)       | 29.7 (85.5)       | 34.3 (93.7)       | 34.5 (94.1)       | 36.5 (97.7)       | 37.0 (98.6)       | 35.4 (95.7)       | 30.4 (86.7)       | 24.9 (76.8)       | 19.7 (67.5)       | 37.0 (98.6)       |
| 일평균 최고 기온 °C (°F)                                     | 2.8 (37.0)        | 3.6 (38.5)        | 7.6 (45.7)        | 13.8 (56.8)       | 18.7 (65.7)       | 21.1 (70.0)       | 24.9 (76.8)       | 26.5 (79.7)       | 23.6 (74.5)       | 18.2 (64.8)       | 11.9 (53.4)       | 5.4 (41.7)        | 14.9 (58.8)       |
| 일일 평균 기온 °C (°F)                                       | −0.7 (30.7)       | −0.2 (31.6)       | 3.1 (37.6)        | 8.6 (47.5)        | 13.5 (56.3)       | 16.7 (62.1)       | 20.7 (69.3)       | 22.6 (72.7)       | 19.4 (66.9)       | 13.5 (56.3)       | 7.3 (45.1)        | 1.7 (35.1)        | 10.5 (50.9)       |
| 일평균 최저 기온 °C (°F)                                     | −3.9 (25.0)       | −3.7 (25.3)       | −0.9 (30.4)       | 4.0 (39.2)        | 9.2 (48.6)        | 13.3 (55.9)       | 17.7 (63.9)       | 19.5 (67.1)       | 15.7 (60.3)       | 9.0 (48.2)        | 3.0 (37.4)        | −1.6 (29.1)       | 6.8 (44.2)        |
| 역대 최저 기온 °C (°F)                                       | −15.7 (3.7)       | −15.5 (4.1)       | −12.3 (9.9)       | −5.5 (22.1)       | −2.6 (27.3)       | 0.4 (32.7)        | 5.0 (41.0)        | 9.4 (48.9)        | 4.8 (40.6)        | −2.6 (27.3)       | −6.3 (20.7)       | −13.4 (7.9)       | −15.7 (3.7)       |
| 평균 강수량 mm (인치)                                        | 43.6 (1.72)       | 40.4 (1.59)       | 56.6 (2.23)       | 63.4 (2.50)       | 88.1 (3.47)       | 103.7 (4.08)      | 136.9 (5.39)      | 141.8 (5.58)      | 156.3 (6.15)      | 110.1 (4.33)      | 55.5 (2.19)       | 48.9 (1.93)       | 1,045.1 (41.15)   |
| 평균 강설량 cm (인치)                                        | 40 (16)           | 42 (17)           | 29 (11)           | 2 (0.8)           | 0 (0)             | 0 (0)             | 0 (0)             | 0 (0)             | 0 (0)             | 0 (0)             | 2 (0.8)           | 22 (8.7)          | 134 (53)          |
| 평균 강수일수 (≥ 0.5 mm)                                     | 8.8               | 8.3               | 9.3               | 9.7               | 11.2              | 10.1              | 12.1              | 11.9              | 11.4              | 10.1              | 9.8               | 8.4               | 121.1             |
| 평균 강설일수 (≥ 1cm)                                        | 10.4              | 9.9               | 5.9               | 0.5               | 0.0               | 0.0               | 0.0               | 0.0               | 0.0               | 0.0               | 0.7               | 6.1               | 33.3              |
| 평균 상대 습도 (%)                                           | 71                | 70                | 66                | 65                | 72                | 81                | 84                | 82                | 80                | 75                | 71                | 71                | 74                |
| 평균 월간 일조시간                                           | 126.1             | 130.9             | 166.2             | 186.9             | 198.5             | 168.2             | 149.7             | 159.5             | 148.2             | 155.7             | 130.3             | 124.1             | 1,844.3           |
| 출처: 일본 기상청 (평년값: 1991년~2020년, 극값: 1936년~현재) |                   |                   |                   |                   |                   |                   |                   |                   |                   |                   |                   |                   |                   |